# SV Horken Kittlitz
SV Horken Kittlitz je ragbyový klub se sídlem v Kittlitz (Ketlicy), části města Löbau (Lubij) v Horní Lužici v Německu.
Klub se věnuje pouze sedmičkovému ragby. Je účastníkem dvou soutěží – v polské lize rugby 7 byl na konci sezóny 2012/13 na 36. místě z padesáti mužstev, v Mittledeutsche Maisterschaft, jedné ze čtyř sedmičkových soutěží hraných v SRN, byl v červnu 2013 na 9. místě z jednadvaceti mužstev. Pořádá pravidelně turnaje na domácí půdě, obvykle v červnu a říjnu. Klubové barvy jsou zelená, bílá a oranžová, přezdívka Woodpeckers (Buntspechte).